# Mycodiplosis fraxinicola
Mycodiplosis fraxinicola är en tvåvingeart som beskrevs av Fedotova 2002. Mycodiplosis fraxinicola ingår i släktet Mycodiplosis och familjen gallmyggor. Inga underarter finns listade i Catalogue of Life.